# Хилл, Николас
Николас Хилл (1570—1610?) — английский натурфилософ, сторонник атомизма и космологических идей Джордано Бруно. Известен как автор трактата Эпикурейская философия (1601).

## Жизнь
Получил образование в школе для мальчиков в Лондоне и затем в Оксфордском университете (колледже Сент-Джонс). Некоторое время работал секретарем Эдуарда де Вера, графа Оксфордского. B дальнейшем входил в известный научный кружок, который собрал вокруг себя Генри Перси, 9-й граф Нортумберлендский (членом этого кружка был также выдающийся ученый Томас Хэрриот). Возможно, из-за своих симпатий к католицизму был вынужден покинуть Англию, и переехал в Роттердам. Умер около 1610 года (возможно, покончил жизнь самоубийством из-за преждевременной смерти любимого сына).

## Эпикурейская философия

Титульный лист трактата Philosophia epicurea, democritiana, theophrastica

Главным научным (точнее, натурфилософским) трудом Николаса Хилла был трактат «Эпикурейская, демокритианская и теофрастианская философия» (Philosophia epicurea, democritiana, theophrastica), изданный в Париже 1601 году и в Женеве в 1619 году. Трактат является одним из первых в Англии изложением идей античных атомистов (Демокрита и Эпикура). Однако, в отличие от некоторых других представителей раннего атомизма (включая Хэрриота, Галилея и Гассенди), Хилл не был сторонником механистической философии, поскольку в его версии атомизм сочетался с мистическими идеями неоплатоников, герметистов и Парацельса. Вопреки все ещё широко распространенному в то время учению Аристотеля, Хилл признает существование пустоты. В области космологии, Хилл показывает себя сторонником гелиоцентрической системы мира и учения Дж. Бруно о бесконечной однородной Вселенной (см. Космология Джордано Бруно). Отрицая аристотелево разделение Вселенной на подлунный и надлунный миры, и следуя Бруно, Хилл утверждает, что все небесные тела имеют в принципе ту же природу, что и Земля, и обитаемы.